# Фейтфулл, Лилиан
Ли́лиан Мэ́ри Фе́йтфулл (англ. Lilian Mary Faithfull; 12 марта 1865, Ходдесдон, графство Хартфордшир, Великобритания — 2 мая 1952, Челтнем, графство Глостершир, Великобритания) — британская общественная деятельница, защитница прав женщин, одна из «пароходных дам», выступавшая за равноправие между мужчинами и женщинами в сфере университетского образования. Педагог и директор колледжа. Государственная служащая. Социальный работник и филантроп. Командор Ордена Британской империи (CBE).
С 1889 по 1894 год преподавала в Королевском колледже Холлоуэй. С 1895 по 1907 год — в Королевском колледже в Лондоне. Служила заместителем директора Департамента по делам женщин, сменив на этой должности Корнелию Шмитц. С 1907 года по 1922 год была директором Челтнемского женского колледжа. В 1920 году была принята на место мирового судьи в Челтнеме, став одной из первых женщин, принятых на государственную службу в Англии. Основала организацию по предоставлению помощи пожилым, которая ныне называется Дома Лилиан Фейтфул в Челтнеме. Последние месяцы жизни провела в одном из домов, основанной ею организации.

## Ранние годы и образование
Родилась в Ходдесдоне 12 марта 1865 года в семье Фрэнсиса Фейтфулла — клерка в «Почтенной торговой компании Тейлоров» и Эдит, урождённой Ллойд — домохозяйки, матери восьми детей (шести девочек и двух мальчиков), автора «Истории Англии» и ряда статей для журналов. Семья принадлежала к верхней прослойке среднего класса и жила в загородном доме в графстве Хартфордшир. Начальное образование Фейтфулл получила в школе Гранж в Ходдесдоне, став единственной девочкой в классе. Затем она перешла на домашнее обучение под руководством матери и гувернанток.
Эмили Фейтфулл, активистка по борьбе за гендерное равноправие, приходилась ей двоюродной сестрой. Хотя родители Фейтфулл были сторонниками гендерного равноправия и либеральных взглядов на общественное устройство, они не были радикалами.
В 1883 году Фейтфулл поступила в колледж Сомервилль при Оксфордском университете, который был основан за четыре года до этого. Она была первым капитаном женской хоккейной команды и чемпионом колледжа по теннису. В 1887 году стала первой женщиной в Англии, окончившей колледж. В 1905 году подтвердила учёную степень в колледже Троицы при Дублинском университете.

## Деятельность
В 1887—1888 годах Фейтфулл преподавала в Оксфордской средней школе и работала секретарем директора колледжа Сомервилль — Мадлен Шоу-Лефевр. В 1889—1894 годах преподавала в Королевском колледже Холлоуэй, откуда перешла в Королевский колледж в Лондоне, где стала преемницей Корнелии Шмитц на посту заместителя директора Департамента по делам женщин. Она занимала этот пост в течение следующих тринадцати лет. К этому периоду относится знакомство Фейтфулл с Вирджинией Вулф.
В 1890 году Фейтфулл предложила, награждать женщин-участниц спортивных соревнований между Оксфордским и Кембриджским университетами специальными значками, такими, какие получали их коллеги-мужчины. Её предложение было реализовано в 1891 году и ознаменовало появление студенческой награды для женщин «Леди Блю». Вместе с Маргарет Джиллиланд и Сарой Берстал, полагала, что некоторые важные составляющие предмета «Домоводство» должны быть включены в учебную программу университетских колледжей. Она хотела избавиться от дистанции между женщинами, занимающимися наукой, и женщинами, изучающими «домашнюю науку».
В 1895 году стала первым президентом Женской хоккейной ассоциации и занимала этот пост до 1907 года, когда получила место директора дамского колледжа Челтенхем, сменив на этом посту Доротею Бил. Она занимала эту должность в течение последующих пятнадцати лет. В 1920 году Фейтфулл получила место мирового судьи в Челтнеме, став одной из первых женщин-чиновников в Англии. Она была активным социальным работником, занималась улучшением условий жизни лондонских бедняков, возглавляла комитет по улучшению питания детей. Основала Общество домов для пожилых в Челтнеме, позднее переименованное в Дома Лилиан Фейтфулл. Послужила прообразом Хелен Баттерфилд — героини романа «Постоянная нимфа» писательницы Маргарет Кеннеди, который был издан в 1924 году. Фейтфулл была членом научного сообщества Королевского колледжа в Лондоне. В 1925 году она получила почетную степень Оксфордского университета. В 1926 году стала командором Ордена Британской империи. Не была замужем и не имела детей. Умерла 2 мая 1952 года в одном из домов, основанного ею общества, и была похоронена в Челтнеме.

## Избранные сочинения
- «Избранные стихотворения Г. У. Лонгфелло» (англ. Selections from the Poems of H. W. Longfellow. With an introduction by Lilian M. Faithfull, 1903). С предисловием Лилиан М. Фейтфулл.
- «Школьные гимны для использования в дамском колледже Челтнем» (англ. School hymns for use in the Cheltenham Ladies' College, 1908)
- «Избранные речи» (англ. Some Addresses, 1923)
- «В доме моего паломничества» (англ. In the House of My Pilgrimage, 1924). Воспоминания Лилиан М. Фейтфулл о пребывании в дамском колледже Челтнем.
- «Ты и я. Субботние беседы в Челтнеме» (англ. You and I. Saturday talks at Cheltenham, 1927)
- «Паломник и другие стихотворения» (англ. The Pilgrim and Other Poems, 1928)
- «Вечер, завершающий день. Воспоминания» (англ. The Evening Crowns the Day. Reminiscences, 1940)